# Cotoneaster parvifolius
Cotoneaster parvifolius är en rosväxtart som först beskrevs av J.D. Hook., och fick sitt nu gällande namn av G. Panigrahi och A. Kumar. Cotoneaster parvifolius ingår i släktet oxbär, och familjen rosväxter. Inga underarter finns listade i Catalogue of Life.